# Serge Bambara
Serge Bambara, plus connu sous son nom de scène Smockey (de "S'moquer"), est un musicien de hip-hop, rappeur, producteur acteur et militant politique burkinabè. 

## Biographie

### Enfance et carrière
Smokey naît le 24 octobre 1971 d'un père Bisa (Groupe ethique habitant majoritairement dans la région du Centre-est du Burkina Faso) et d'une mère française. Après avoir déménagé en 1991 en France pour effectuer ses études, il signe en 1999 un contrat avec EMI et sort un premier single, en featuring avec la chanteuse Lââm. En 2001, il revient au Burkina Faso et créé le studio Abazon. Au cours de sa carrière, il a sorti les albums Epitaphe, Zamana, Code noir et Cravate, Costards et Pourriture, et a régulièrement collaboré avec le rappeur sénégalais Didier Awadi.
Smockey a remporté en 2006 le Kundé d'Or - trophée de la musique burkinabé - dans la catégorie "Meilleur Artiste de l'année", qu'il reçoit des mains de Chantal Compaoré, alors Première Dame du Burkina Faso. 
En 2010, il gagne un Kora Awards - trophée de la musique africaine - dans la catégorie "Meilleur Artiste Hip-Hop". B
Il a également tourné en 2008 dans l'adaptation du roman En attendant le vote des bêtes sauvages de l'écrivain ivoirien Ahmadou Kourouma, sous la direction de Missa Hébié.

## Engagement politique
Smockey se réclame de l'héritage et des idéaux du capitaine Thomas Sankara, révolutionnaire marxiste-léniniste, anti-colonialiste et figure du Mouvement des non-alignés, qui a dirigé le Burkina Faso entre 1983 et son assassinat, le 15 octobre 1987, à la suite d'un putsch orchestré par son successeur et ancien frère d'arme Blaise Compaoré. En 2014, à l'occasion d'une interview accordée à la BBC, il déclare à propos de la période sankariste : "Cela nous a permis d'être plus fiers d'être Africains et d'en finir avec ce complexe d'infériorité, de réaliser que nous pouvions accomplir des choses". Son œuvre musicale est très influencée par des thèmes politiques et militants.

### Le Balai citoyen
Smockey co-fonde en 2013 Le Balai citoyen, un mouvement politique populaire, avec le musicien de reggae, animateur radio et militant politique Sams’K Le Jah. Ce mouvement entend lutter contre la corruption politique et s'est notamment illustré par son opposition au pouvoir du président Blaise Compaoré et sa forte implication lors de la deuxième révolution burkinabè, qui contraint Compaoré à abandonner le pouvoir et à fuir le pays le 31 octobre 2014, après plus de 27 ans de règne. Smockey a été l'une des figures de proue de cette vague de contestation et a accordé son soutien à la transition menée par les militaires.
Le 17 septembre 2015, son studio d'enregistrement Abazon est attaqué au lance-roquette et incendié par des éléments putschistes du Régiment de sécurité présidentielle, demeuré loyal au président déchu Blaise Compaoré.

## Cinéma
La réalisatrice Katy Léna N'diaye consacre à Smockey le film documentaire On a le temps pour nous (2018) qui raconte le quotidien du rappeur Smockey et son combat politique contre Blaise Campaoré. 